# Adel van der Walt
Adel van der Walt (ur. 11 września 1995) – nowozelandzka judoczka. 
Uczestniczka mistrzostw świata w 2013. Startowała w Pucharze Świata w 2012 i 2013. Srebrna medalistka mistrzostw Oceanii w 2013. Wicemistrzyni kraju w 2013 i 2015 roku.